# A Obra de Arte na Era de Sua Reprodutibilidade Técnica
A obra de arte na era da sua reprodutibilidade técnica (no original em alemão, Das Kunstwerk im Zeitalter seiner technischen Reproduzierbarkeit) é um ensaio publicado pela primeira vez em 1936, e, posteriormente, em 1955, do crítico cultural, filósofo e sociólogo Walter Benjamin, que tem  sido influente nas áreas de Estudos Culturais, influência da mídia, teoria da arquitetura e história da arte. O ensaio foi produzido em um esforço para descrever uma teoria materialista da arte, que seria "útil para a formulação das exigências 
revolucionárias na política da arte". Ele argumentou que, na ausência de qualquer valor ritual tradicional, a arte na era da reprodução mecânica
seria inerentemente baseada na prática da política. Para tal, o autor fez uma reflexão sobre como a reprodutibilidade 
técnica causou uma deterioração da "aura", que estaria ligada ao aqui e 
agora da obra de arte; a partir do advento de tal reprodutibilidade 
técnica, o objeto artístico acaba por perder sua "unicidade", 
"singularidade" e "autenticidade", e seu valor de culto é drasticamente
alterado graças à tecnologia industrial vigente. Neste cenário abrem-se
as portas para o valor de exposição, onde o fundamental é distribuir 
cópias e faturar em cima da distribuição da arte.

## Arte: Reflexões ao longo da história
A arte está ligada a manifestações estéticas que provêm das percepções, emoções e ideias dos artistas. É extremamente difícil, talvez até impraticável, estabelecer uma definição de arte. Diferentes teóricos fizeram esta tentativa ao longo 
da história, mas se depararam com a dependência da arte a uma enorme 
profusão de circunstâncias que a permeiam, sejam elas históricas, 
sociais, políticas, geográficas, linguísticas, econômicas, etc. Chega-se à conclusão, portanto, que a definição de arte varia de acordo com a época e a cultura.
Mesmo que estas variações sejam foco de diversos teóricos do assunto 
até os dias atuais, também as características da produção artística e 
sua veiculação nos diferentes contextos históricos e culturais são 
preocupações de alguns destes estudiosos. Walter Benjamin, por exemplo, procura entender de que modo a produção artística foi afetada pelo advento da reprodutibilidade técnica das formas simbólicas, principalmente a partir da entrada do processo industrial em tal produção. Benjamin afirma que, por princípio, ainda que a reprodutibilidade 
técnica tenha alterado as condições de produção/reprodução nos domínios 
da cultura, a obra de arte sempre foi reprodutível. No entanto, ao se 
reconstruir a história da arte, são consideradas duas vertentes: o 
“valor de culto” e o “valor de exposição” da obra de arte.
Para o autor, “a produção artística começa com imagens a serviço da 
magia. O que importa, nessas imagens, é que elas existem, e não que 
sejam vistas.”
Ou seja, em relação ao “valor de culto”, a importância de uma obra de 
arte se dava a partir de sua função ritual, antes mágico e depois 
religioso e, portanto, ligada à unicidade das obras de arte. A partir do
advento da reprodutibilidade técnica das formas simbólicas, estas obras
acabam por se emancipar de sua função ritualística e, portanto, de sua 
existência única, sua "aura", e passam a ser exibidas e disponíveis, 
chegando a atingir enorme escala de exposição.
Benjamin aponta o advento da fotografia como o início do recuo do 
valor de culto das obras de arte. No entanto, é válido ressaltar que, ao
mesmo tempo, é na fotografia que este valor ainda pode encontrar alguma
remanescência, já que as fotografias de rostos humanos podem chegar a 
afetar aqueles que teriam alguma ligação com quem está retratado em tais
fotografias, trazendo-lhes uma saudade que poderia se relacionar ao 
valor de culto. 

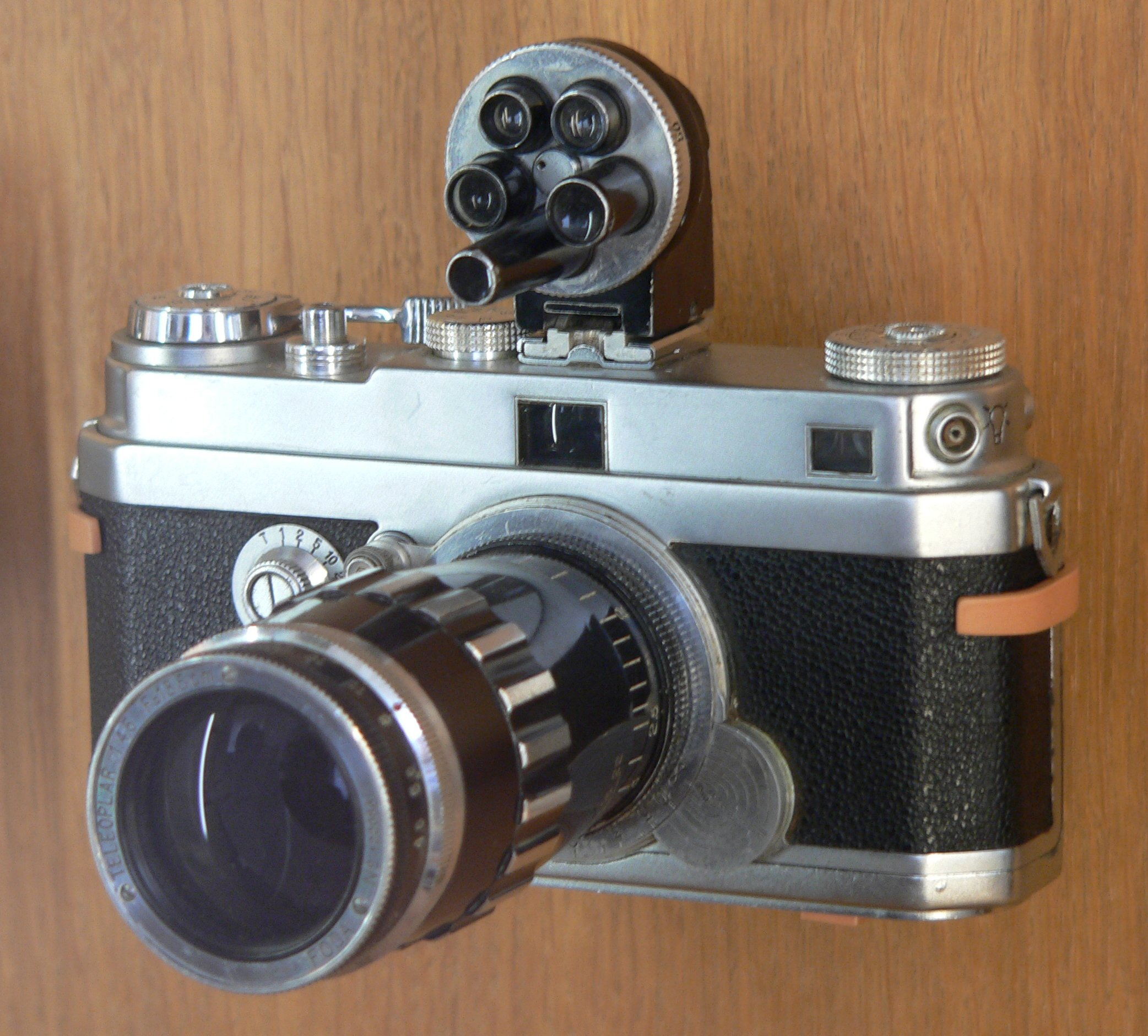
A câmera fotográfica, grande marco na Era da Reprodutibilidade Técnica.

O "valor de culto", então, dá lugar ao "valor de exposição": se antes
a produção artística estava a serviço do ritual, a partir das técnicas 
de reprodução serial, sua exponibilidade faz surgir uma necessidade 
crescente por uma maior disponibilidade das obras de arte. Esta mudança 
de valores chega, portanto, a acarretar uma verdadeira "refuncionalização"
da arte.

## Aura da Obra de Arte: O Aqui e Agora
O conceito de aura, apropriado por Benjamin, é definido como  “uma figura singular, composta de elementos espaciais e temporais: a aparição única de uma 
coisa distante por mais perto que ela esteja.”
Tal conceito compreende, basicamente, três noções relativas à obra de 
arte: originalidade, autenticidade e unicidade, que correspondem a 
certos princípios. Em relação ao princípio do "aqui e agora", "hic et nunc", são considerados a presença física e o local de origem que garantem a unicidade da obra de arte, que também se relaciona à sua duração 
material, sua inserção na tradição e seu testemunho histórico. Também 
está diretamente ligada a uma ideia religiosa de aura, dando à obra de 
arte um caráter de objeto a ser cultuado. Ou seja, o conceito de aura 
diz respeito, basicamente, a uma existência única da obra de arte; 
portanto, concluí-se que ela não existe em uma reprodução.
Walter Benjamin, ao apresentar a discussão entre as obras de arte e 
os efeitos que a reprodutibilidade técnica tem sobre elas, busca 
analisar a entrada do processo industrial na produção artística; 
relacionado a tal produção, este processo industrial se relaciona às 
inovações técnicas nos meios comunicacionais, que possibilitou uma 
expansão das informações produzidas em grande escala. Ao fazer 
considerações sobre a obra de arte, Benjamin afirma que esta sempre foi 
passível de imitação e, portanto, reprodutível; mas, a partir do advento
da reprodutibilidade técnica, o processo de “imitação” - ou reprodução -
de uma obra de arte foi extremamente acelerado e aperfeiçoado, chegando
à possibilidade de criação de cópias perfeitas desta obra.

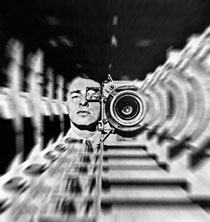
"Kino-eye" câmera cinematográfica utilizada largamente pelos cineastas soviéticos.

Com o advento da fotografia e do cinema, no século XIX, a capacidade 
de reproduzir imagens e projetá-las e/ou divulgá-las surgiu em grande 
escala, para toda uma coletividade de pessoas, fazendo com que a 
reprodutibilidade técnica das formas simbólicas ganhasse uma proporção 
maior ainda. A partir desta reprodutibilidade serial e em massa, foi 
possível atingir uma parcela maior da população, criando uma integração 
entre os meios e a sociedade. No entanto, além desta possibilidade de 
integração, também surgem problemas relativos à "aura" da obra de arte. 
Ao estimular em níveis tremendos esta “cópia do real”, tais meios 
acabaram por se tornar os principais causadores da perda da “aura” da 
obra de arte, que, portanto, torna-se corriqueira e não mais algo único,
digno de um pedestal.

## "A Obra de Arte na Era de Sua Reprodutibilidade Técnica"
Walter Benjamin não adota um pensamento pessimista acerca do fato, mas adota uma postura de
observador e tem como principal intuito estudar acerca das transformações que a sociedade do início do século XX está passando. 
Tais transformações são frutos de uma série de alterações 
socioeconômicas, políticas e culturais que a Europa vivenciou no século 
XIX, onde a produção capitalista juntamente com o apogeu do liberalismo 
mais as transformações tecnológicas abriram as possibilidades do 
aparecimento ou desenvolvimento de certos meios comunicacionais. Tais 
meios técnicos serviriam tardiamente como expoentes para o mundo da 
arte, como por exemplo, o cinema e a fotografia. Ambos desenvolveram 
características próprias ao longo de seus processos inventivos que 
englobam o mundo comunicativo e o mundo da arte. Entretanto, Benjamin 
aborda em seu ensaio justamente sobre a veracidade de cinema e 
fotografia serem considerados como obras de arte, já que são resultados 
de uma mentalidade capitalista em ascensão.
Benjamin faz uma comparação entre teatro e cinema, fotografia e 
pintura, de como a aura foi deturpada ao longo dos anos e de como a 
existência parasitária no ritual foi perdendo-se com a ideologia 
burguesa.

## Análise da Imagem Cinematográfica
Benjamin estabelece, com A Obra de Arte na Era de sua Reprodução Mecânica, uma análise do cinema e das imagens que ele permite ver. Para ele, o ator de cinema perde sua aura, seu corpo é como que utilizado pelo aparato cinematográfico, ele se  torna nada mais que uma imagem submetida a olhar do público ou, como define Arnheim, citado por Benjamin, um simples acessório.
Benjamin se interessa pelo modo como o espectador percebe a imagem cinematográfica: para ele, o espectador é como que hipnotizado diante dessa imagem que oferece uma representação do real. Ao mesmo tempo, essa imagem permite a ele aceder a uma nova forma de perceber o mundo, um espaço ao qual o espectador não tinha consciência de pertencer.
A aura desaparece com a reprodução técnica mas é, ao mesmo tempo, o surgimento desta última que mostra a ausência dessa aura, que a revela; como diz Bruno Tackels: "A aura não existe antes da reprodução, que seria como que o momento de sua destruição. A aura na verdade somente toma forma ... com seu esgotamento, provocado pelo inevitável desenvolvimento das técnicas de reprodução. É no momento em que o reprodutível invade o campo anteriormente ocupado pela aura, é no momento de sua destruição radical, que a aura pode aparecer e se tornar visível para o olhar moderno".

## O Cinema, Arte de Massas, Tem uma Dimensão Política e Social
Benjamin não é nostálgico com relação ao declínio da aura, para ele, essa perda está na própria origem da criação da obra de arte. As obras que ainda se apoiam nessa noção de aura estão, na verdade, ligadas ao fascismo ou a alguma outra forma de dominação que promove a estetização da política. A ideia de Benjamin é a de que, em todas as épocas, a arte jamais foi autônoma e sempre esteve sob o domínio de valores exteriores, como os da religião; a aura da obra de arte, na verdade, jamais existiu e não passa da "intrusão de uma força exógena decidida a penetrar no campo da arte para melhor subjugar o mundo". A perda da aura não significa o desaparecimento da obra de arte mas, ao contrário, sua existência verdadeira.
Para Benjamin, o surgimento do cinema mudou o comportamento do espectador diante da arte. Os espectadores não estão mais na passividade e em recolhimento, as massas se tornam ativas, elas participam da arte e de seu funcionamento. É o surgimento das massas, provindo das técnicas de reprodução, que torna possível a transformação da arte e do modo de percebê-la. De acordo com Benjamin, o fenômeno das massas e a grande quantidade de obras de arte permitem à arte se libertar de todo poder fascista e de toda alienação das massas.
Mas, então, com essa teoria desenvolvida por Benjamin, é possível a pergunta sobre se a apropriação da arte pelas massas não leva a transformar a obra de arte em mercadoria e a fetichizá-la. Assim, para o filósofo Theodor Adorno, essas novas formas artísticas sem dúvida libertam a obra de arte do domínio político e religioso, mas a utilização que as massas fazem da arte desencadeia, ao mesmo tempo, o fim dela por um processo de mercantilização.